# William Grebe
William F. Grebe (ur. 9 marca 1869 w Chicago, zm. 29 czerwca 1960 tamże) – amerykański szermierz, dwukrotny medalista olimpijski.
Na igrzyskach olimpijskich w St. Louis w 1904 roku zdobył medale w dwóch z trzech startów. W walce na kije był trzeci, za rodakami: Albertsonem Van Zo Postem i Williamem O’Connorem (w zawodach wystąpiło tylko trzech zawodników). Zdobył również srebrny medal w szabli indywidualnej, rozdzielając na podium Kubańczyka Manuela Díaza i Van Zo Posta. Wystartował również we florecie indywidualnym, w którym odpadł w pierwszej rundzie.
W 1906 został mistrzem Stanów Zjednoczonych w szpadzie indywidualnej.
Do 1984 srebro Grebe’a i brąz Van Zo Posta były jedynymi medalami olimpijskimi zdobytymi w szabli indywidualnej przez reprezentanta USA. W 1984 po brąz sięgnął Peter Westbrook, a w 2016 srebro zdobył Daryl Homer.